# Shelter Island (condado de Suffolk)
Shelter Island es un lugar designado por el censo ubicado en el condado de Suffolk, estado de Nueva York, Estados Unidos. Según el censo de 2020, tiene una población de 1602 habitantes.
En los Estados Unidos, un lugar designado por el censo (traducción literal de la frase en inglés census-designated place, CDP) es una concentración de población identificada por la Oficina del Censo de los Estados Unidos exclusivamente para fines estadísticos.
En este caso es un barrio del municipio homónimo.

## Geografía
Está ubicado en las coordenadas 41°3′19″N 72°17′50″O / 41.05528, -72.29722 (41.05532, -72.297129). Según la Oficina del Censo, tiene un área total de 33.2 km², de la cual 17.0 km² son tierra y 16.2 km² son agua.

## Demografía
Según la Oficina del Censo, en 2000 los ingresos medios de los hogares eran de $43,625 y los ingresos medios de las familias eran de $55,764. Los hombres tenían unos ingresos medios de $40,493 frente a $34,688 para las mujeres. Los ingresos per cápita eran de $27,202. Alrededor del 9.0% de la población estaba por debajo del umbral de pobreza.
De acuerdo con la estimación 2016-2020 de la Oficina del Censo, los ingresos medios de los hogares son de $97,447 y los ingresos medios de las familias son de $97,207. Alrededor del 8.8% de la población está por debajo del umbral de pobreza.